# Arcangelo Ianelli
Arcangelo Ianelli (São Paulo, 19 juli 1922 – aldaar, 26 mei 2009) was een Braziliaanse schilder en beeldhouwer.

## Leven en werk
Ianelli begon op jonge leeftijd te tekenen en studeerde vanaf 1940 aan de Associação Paulista de Belas Artes in São Paulo. In 1942 kreeg hij schilderles bij Colette Pujol en in 1944 in het atelier van Waldemar da Costa. Ianelli maakte toen realistische schilderijen en tekeningen. Van 1950 tot 1959 maakte Ianelli deel uit van de  Grupo Guanabara, waarvan onder anderen Manabu Mabe (1924-1997), Yoshiya Takaoka (1909-1978) en Tikashi Fukushima (1920-2001) lid waren.
Aanvang jaren 1960 werden zijn werken eenvoudige, gesloten meetkundige vormen en werd zijn werk abstract. De tere kleuren en zachte vormen werden nu dikke vlekken in donkere kleuren. Tegen het einde van de jaren 1960 werden de vormen weer regelmatig en omlijnd. In de jaren 1970 ging Ianelli over naar het geometrisch-abstracte en vertoonde zijn werk kenmerken van de concrete kunst. Vanaf 1974 begon hij 3-dimensioneel te werken in hout en marmer. Vanaf 1995 creëerde hij slanke witte volumes in marmer. Zijn schilderwerken werden eenvoudiger.
In 2002 kreeg de kunstenaar ter gelegenheid van zijn tachtigste verjaardag een overzichtstentoonstelling in de Pinacoteca do Estado São Paulo.

## Enkele werken
- Quadrado vazado (1961), Museu de Arte Brasileira in São Paulo
- Forma Bi Partida (1988)[1], Museu de Arte do Parlamento de São Paulo
- Outone Silencioso, Beeldenpark van het Museu Brasileiro da Escultura in São Paulo
- Sem Título (1996)
- Dança Branco (2001), Parque de Aclimação in São Paulo
- Retângulos Superpostos (2001)[2], Pinacoteca do Estado São Paulo
- Forma Rompida (2002)[3], Parque de Aclimação
- Retorno (2002), Parque de Aclimação
- Encontro e Desencontro (2002)[4], Pinacoteca do Estado São Paulo